# Wałkarz lipczyk
Wałkarz lipczyk (Polyphylla fullo) – gatunek chrząszcza z rodziny żukowatych. 

## Budowa ciała
Imago długości 35–40 mm – większy od chrabąszczy (majowego czy kasztanowego). Czułki, szczególnie u samców, są bardzo okazałe, składające się z 7 dużych, a u samicy – z 5 małych wygiętych na zewnątrz płatów. Całe ciało jest pokryte gęstymi (filcowatymi), żółtymi włoskami. Tylna para nóg samicy jest bardziej przystosowana do grzebania w glebie niż samca i charakteryzuje się owalnym rozszerzeniem.
Pokrywy są barwy brązowej, nakrapiane marmurkowymi, białymi plamami.

## Biologia i ekologia

### Biotop
Występuje na powierzchniach odkrytych, glebach piaszczystych, często w pobliżu rzek. Imago pojawiają się o zmierzchu na przełomie lipca i sierpnia. Nocą zagrzebują się w glebie lub siedzą na gałęziach, żerując na liściach i pędach drzew iglastych i liściastych.

### Odżywianie
Owad dorosły najchętniej żeruje na igłach sosny i modrzewia, a także na liściach, np. dębu, buka, robinii akacjowej. Młode pędraki w pierwszym roku życia od razu przystępują do żerowania na młodych korzonkach traw, krzewów i drzew. W miarę wzrostu, pędraki przenoszą się z żerowaniem na grubsze korzenie. Szczególnie chętnie żerują na korzeniach młodych sosen, a z gatunków liściastych – na korzeniach brzozy, ale nie omijają również korzeni dębu, osiki, rokitnika, robinii akacjowej. Unikają korzeni topoli, kasztanowca, bzu czarnego i głogu, na których żerują tylko w razie braku pożywienia.

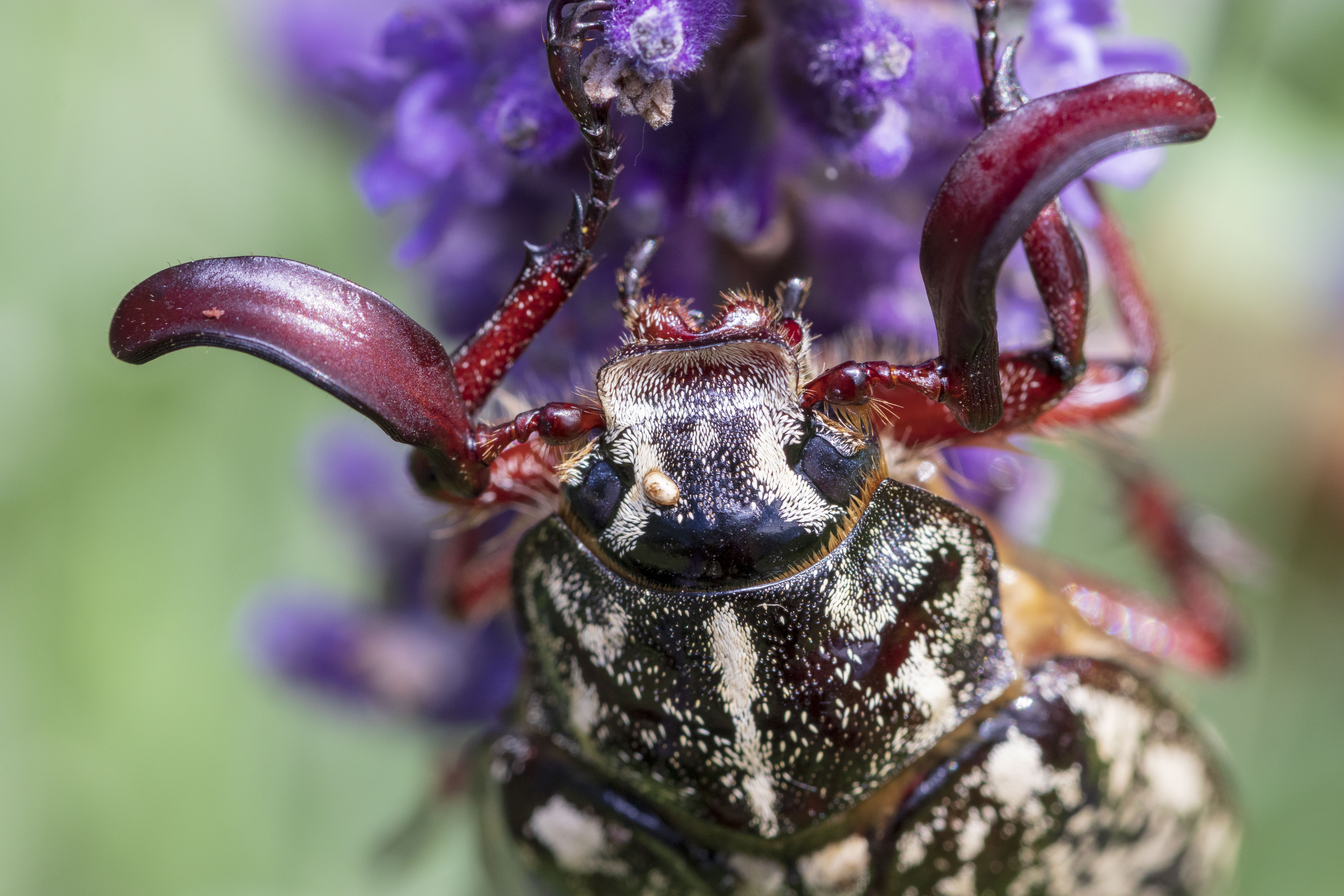
Czułki na głowie Wałkarza lipczyka w pozycji zamkniętej.

### Rozród
Rójka przypada zwykle w lipcu-sierpniu. Po wyjściu z ziemi chrząszcze nalatują na pojedynczo rosnące sosny lub siadają na drzewach znajdujących się na obrzeżach upraw lub młodników i pozostają tam prawie nieruchome. Z nastaniem zmierzchu samce latają między drzewami w poszukiwaniu samic. Samice są większe od samców, niewiele latają, natomiast chętniej pełzają po ziemi, gdzie można je spotkać ukryte wśród traw i roślin zielnych lub siedzące nieruchomo na młodych sosnach. Niekiedy do jednej samicy zlatuje się kilku samców. Kopulacja trwa krótko (15 do 20 minut). Po kopulacji samice przystępują do składania jaj. Najwięcej jaj jest składane w pobliżu drzew, na których przebywały samice w okresie żeru uzupełniającego i gdzie odbywała się kopulacja (ponieważ samice bardzo słabo latają). Okres ten trwa stosunkowo długo. Jedna samica składa do 30 jaj na głębokość 15–30 cm. Umieszcza je pojedynczo, w odległości 1–10 cm jedno od drugiego, a po ich złożeniu ginie nie wychodząc z ziemi. Do składania jaj samice wyszukują gleby piaszczyste, lekkie i o znacznej wilgotności. Dla rozwoju owada znacznie mniej szkodliwy jest nadmiar wody w glebie niż jej brak. Generacja 3–4 letnia.

## Znaczenie
W leśnictwie, rolnictwie i ogrodnictwie szkodnik o dużym znaczeniu gospodarczym. Wraz z innymi szkodnikami glebowymi może wyrządzić dotkliwe szkody. Często spotykany na korzeniach roślinności wydmowej. Może atakować drzewostany od szkółki do młodnika, wspólnie z innymi może doprowadzić do wyniszczenia młodej uprawy i zasiewów. Imago nie powoduje szkód o poważnym znaczeniu gospodarczym w przeciwieństwie do stadium pędraka.